# Campillo de Dueñas
Campillo de Dueñas è un comune spagnolo di 85 abitanti situato nella comunità autonoma di Castiglia-La Mancia.